# Lunca Vișagului
Lunca Vișagului – wieś w Rumunii, w okręgu Kluż, w gminie Poieni. W 2011 roku liczyła 284 mieszkańców.